# Elisha Albright Hoffman
Elisha Albright Hoffman (* 7. Mai 1839 in Orwigsburg, Schuylkill County, Pennsylvania, USA; † 25. November 1929 in Chicago, Cook County, Illinois, USA) war ein US-amerikanischer presbyterianischer Pastor. Als Kirchenlieddichter hat er über 2000 Sonntagschullieder, Gospellieder und Hymnen geschrieben und vertont, die in 50 Liederbuchsammlungen veröffentlicht und in verschiedene Sprachen übersetzt wurden.

## Leben und Wirken
Elisha A. Hoffman wurde am 7. Mai 1839 als Sohn des deutschen evangelischen Predigers Francis A. Hoffman und seiner Frau Rebecca A., geborene Wagner, in Orwigsburg geboren. Er besuchte eine öffentliche Schule in Philadelphia und machte seinen Abschluss an der Central High School. Dann studierte er die klassischen Fächer am Union Seminary der Evangelical Association in New Berlin in Pennsylvania, wo er 1860 abschloss. Es folgten elf Jahre Tätigkeit für das Verlagshaus der Evangelical Association in Cleveland in Ohio. Kurze Zeit, vom 9. Juli bis 14. August 1963, war er Soldat der Union in der A-Kompanie des 47. Infanterieregiments Pennsylvanias. Er diente auch als Pastor zuerst in der Grace Congregational Church. er wurde 1873 als presbyterianischer Pastor ordiniert und gründete 1881 die Bohemian Mission in der gleichen Stadt. Später war er Pastor in Vassar in Michigan, dann über dreizehn Jahre in der Ersten Presbyterianischen Kirche von Benton Harbor und zuletzt von 1911 bis 1922 in Cabery in Illinois. Bis zu seinem Ruhestand 1922 war er zudem Ehrenpastor der South Shore Presbyterian Church of Chicago.
Von großer Bedeutung war Hoffmans riesiges Schaffen als Kirchenlieddichter. Alle seine musikalischen Kenntnisse, die er besaß, hatte er Zuhause in der Familie durchs Hören und Singen von geistlichen Hymnen und durchs Selbststudium erworben. Er hatte eine besondere Gabe, seine Inspirationen, Intuitionen und Vorstellungen in Melodie und Text ausdrücken zu können. Mit 18 Jahren schuf er seine erste Komposition. Sie war der Anfang von über zweitausend aufgeschriebenen Sonntagsschulliedern, Gospelliedern und Hymnen, die oft vertonte Erfahrungen und Kurzbotschaften enthielten. Er stellte fünfzig Liederbücher zusammen und gab sie heraus. Sie haben viel Resonanz gefunden, so dass hohe Auflagen erschienen und Übersetzungen in andere Sprachen gemacht werden konnten. Zu seinen populärsten Liedern gehören:
- Are You Washed in the Blood?
- Down at the Cross. 1878.
- Enough for Me.
- I Must Tell Jesus.
- Is Your All on the Altar?
- Is Thy Heart Right with God?
- Leaning on the Everlasting Arms oder What a Fellowship. 1887.
- Lord I Am Fondly, Earnestly Longing.
- No Other Friend Like Jesus.
- Speed the Light.
- The Lord Is Coming By and By.
- What a Wonderful Saviour!

Hoffman starb am 25. November 1929 im Alter von 90 Jahren und wurde auf dem Friedhof Oak Woods, Sektion S, Division 1, Lot 54 – 7 1/2 N 4 1/2 W, in Chicago begraben.

## Familie
Hoffman heiratete 1865 Susan M. Orwig, eine Tochter von Bischof W. W. Orwig. Nach deren Tod 1876 heiratete er 1879 Emma Sayres Smith aus Philadelphia. Hoffman hatte mit der ersten Frau drei Kinder und mit der zweiten zwei Kinder, wobei eines im Kindesalter starb. Seine zwei Söhne Orey und Harry waren im Zeitungswesen tätig, und seine Tochter Florence heiratete den Verleger und Politiker Barratt O’Hara.

## Wirkungsgeschichte
Etliche Lieder von Hoffman sind von vielen reformiert geprägten Kirchen Nordamerikas und Europas gut aufgenommen und über Generationen hinaus immer wieder gesungen worden. Die beiden populären Hymnen Are You Washed in the Blood? und Down at the Cross fanden Eingang in das wichtige Liederbuch The Big Book of Gospel Songs – 100 All-Time Favorites, das im Jahr 2001 erschienen ist.
Die bekannten US-amerikanischen Countrysänger Alan Jackson, Willie Nelson, The Stanley Brothers und Randy Travis haben den Text des Lieds Are You Washed in the Blood? seit den Sechzigerjahren des 20. Jahrhunderts in ihr Repertoire aufgenommen und auf ihre Art und Weise interpretiert. Eine deutsche Übersetzung dieses Lieds hat sich nie durchsetzen können, weil sie nicht den gleichen Gehalt und Rhythmus des amerikanischen Originals aufweisen konnte.
Der britische Schriftsteller Kevin Brooks benutzte diesen Liedtext als mehrdeutige Glaubensaussage der psychisch kranken Vaterfigur in seinem Werk Kiling God, das 2011 in Deutsch erschienen ist. Er erläuterte den geistesgeschichtlichen Hintergrund dazu in einem Nachwort.

## Liedersammlungen
- The Living Epistle. Periodical, 1869–1907; Hoffman’s Musical Monthly. Periodical.
- Jubeltöne für Sonntagschulen und den Familienkreis. 1871.
- The Evergreen: Songs for the Sunday School. 1873.
- Songs of Faith. 1876.
- Happy Songs for the Sunday School. 1876.
- Spiritual Songs for Gospel Meetings. 1878.
- Temperance Jewels. 1879.
- Sunday-School Songs. 1880.
- Andachtsklänge: Eine Sammlung gewählter Gesänge für gottesdienstliche Uebungen. 1881.
- Gems of Gospel Song. 1881.
- The Beacon Light. 1881.
- Spiritual Songs for Gospel Meetings. Nr. 2, 1883.
- Gospel Melodies. 1884.
- Songs of Promise. 1886.
- New Spiritual Songs. 1887.
- Bells of Victory. 1888.
- Temple of Praise. 1888.
- (New) Voice of Praise. 1889.
- Liederperlen für Sonntag-Schulen. 1889–1899.
- Song Jewels. 1891.
- Best Hymns. 1894 (Nr. 2, 1899; Nr. 3, 1903; No. 4, 1907).
- Favorite Gospel Songs. 1894.
- Pentecostal Hymns. Nr. 1, 1894 (Nr. 2, 1898; Nr. 3, 1902; Nr. 4, 1907; Nr. 5 und 6, 1911).
- Sunday School Chimes. 1894.
- Christian Endeavor Hymnal. 1894.
- Christian Endeavor Echoes. 1895.
- The World for Christ. 1895.
- Bells of Heaven. 1895.
- Triumphant Hymnal. 1898.
- Peerless Hymns. ca. 1899.
- Harvest Bells. 1900.
- Tears and Triumphs. Nr. 3, 1902.
- To His Praise. 1903.
- Songs of Matchless Love. 1904.
- Jubilant Voices. 1905.
- Local Option Campaign Songs. 1909.
- Anti-Saloon Campaign Songs. 1910.
- Woman’s Christian Temperance Union Campaign Songs. 1910.
- Prohibition Songs. ca. 1910.
- Hymns for the People. 1912.
- Songs of the New Crusade. 1916.
- Battle Hymns of the Church. 1920.